# Fontanería (política)

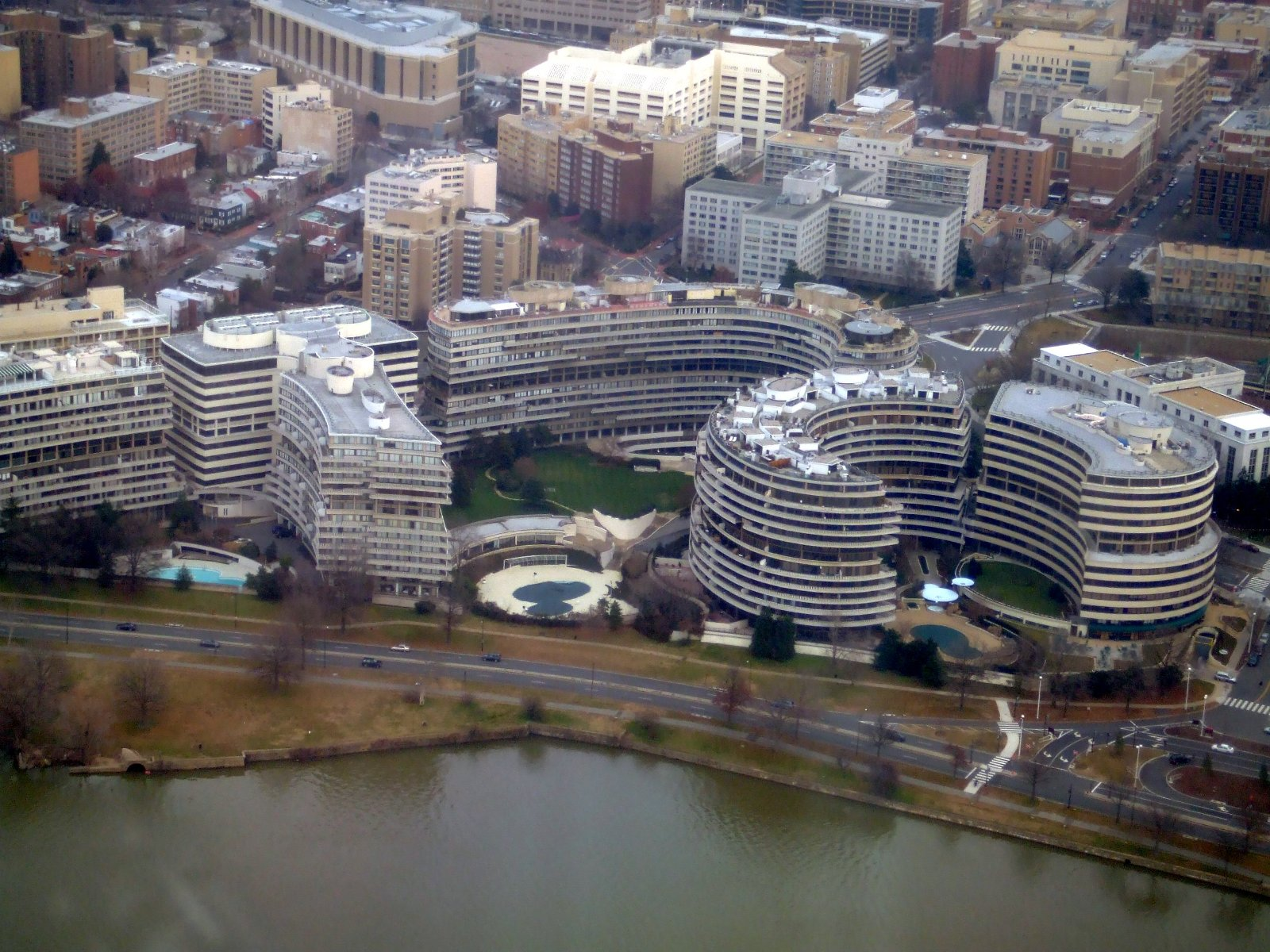
El Complejo Watergate, inicio de la "Fontanería política"

La fontanería política es un concepto informal y metafórico que designa el conjunto de actividades realizadas en la sombra por determinados miembros de una organización política (generalmente partidos o gobiernos) para asegurar su funcionamiento interno, resolver conflictos, gestionar crisis, controlar disidencias o influir discretamente en decisiones estratégicas. Aunque el término se popularizó en España a partir de la Transición, tiene raíces en el contexto político estadounidense del siglo XX.

## Origen del término
La expresión “fontanero político” se consolidó en el ámbito político internacional durante el escándalo Watergate en los Estados Unidos (1972-1974), cuando un grupo de personas cercanas a la administración de Richard Nixon fue designado para evitar filtraciones perjudiciales, ganándose el apodo de "plumbers" (fontaneros). El término alude metafóricamente a quienes “sellan fugas” de información o solventan problemas estructurales desde la retaguardia.
En España, el concepto se integró en el vocabulario político durante la etapa de Adolfo Suárez. Su equipo de confianza en La Moncloa fue calificado como grupo de “fontaneros” por encargarse de operaciones internas clave durante la Transición.
El uso del término ha sido cuestionado por profesionales de la fontanería real, agrupados en asociaciones como CONAIF, quienes consideran que la metáfora daña la imagen de un oficio honesto y técnico, al vincularlo con actividades de dudosa legitimidad moral. Por ello, han solicitado públicamente que se busquen expresiones alternativas para describir este tipo de funciones políticas.

## Funciones
Los fontaneros políticos no necesariamente ocupan cargos visibles. Aunque algunos ejercen roles reconocibles como secretarios de organización, muchos actúan de forma discreta, alejados del foco mediático.
Se les atribuyen funciones como:
- Mantener la cohesión interna del partido.
- Reprimir o encauzar la disidencia interna.
- Negociar alianzas, pactos o nombramientos.
- Controlar tiempos y formas de comunicación pública.
- Influir en las decisiones estratégicas sin aparecer en escena.

El trabajo de la fontanería política genera ambivalencia. Por un lado, se considera esencial para evitar la fragmentación interna de los partidos, garantizar disciplina organizativa y facilitar decisiones pragmáticas en contextos complejos. Por otro, su carácter discrecional y su ejecución fuera de los cauces públicos formales le confiere una dimensión opaca que puede entrar en conflicto con los valores democráticos de transparencia, rendición de cuentas y participación. Algunos analistas críticos alertan de que una mala praxis en la fontanería interna puede anular el debate democrático y fomentar estructuras rígidas, autorreferenciales o clientelares, con efectos nocivos para la calidad democrática de la organización.

## Historia
En España, la figura del fontanero político ha estado presente desde la Transición democrática, ligada a momentos clave del poder y, en muchas ocasiones, a prácticas controvertidas o directamente opacas.
Durante el gobierno de Adolfo Suárez, el término se popularizó para referirse a su equipo de colaboradores más cercanos, encargados de asegurar la estabilidad institucional mientras se configuraba el nuevo sistema democrático. Entre ellos destacaron Alberto Aza, Eugenio Bregolat o su cuñado Aurelio Delgado, apodado Lito, que operaban desde la Secretaría de Despacho de La Moncloa y jugaban un papel fundamental en la toma de decisiones fuera del foco público.
En los gobiernos de Felipe González, la función de fontanero fue asumida por figuras como Julio Feo y José Enrique Serrano, que desde la Presidencia gestionaban acuerdos discretos, reformas clave y situaciones de crisis. Aunque se evitó crear un núcleo cerrado de confianza, su influencia fue notoria, en especial en la lucha contra ETA o en la gestión de escándalos políticos.
Con José María Aznar, la fontanería política adoptó un perfil más estructurado. Carlos Aragonés, Ángel Acebes y Miguel Ángel Rodríguez desempeñaron roles clave tanto en el partido como en el gobierno, articulando estrategias, redactando discursos o canalizando decisiones sin exposición pública. En paralelo, también emergieron controversias relacionadas con la llamada “policía patriótica”, que años después sería utilizada como arma política.
En la etapa de José Luis Rodríguez Zapatero, Serrano fue recuperado para tareas similares, mientras que Miguel Barroso y José Blanco destacaron por su capacidad de control interno y su habilidad negociadora. La fontanería socialista se institucionalizó sin perder su componente discreto, influyendo en procesos como el final del terrorismo o la gestión de reformas impopulares.
Con Mariano Rajoy, la función recayó en figuras como Jorge Moragas, Alfonso de Senillosa o Carmen Martínez Castro. Durante su mandato se amplificaron las acusaciones sobre el uso indebido del Estado con fines partidistas, incluyendo casos como el espionaje político o la manipulación informativa, en el marco de la citada “policía patriótica”.
Ya en los gobiernos de Pedro Sánchez, nombres como Iván Redondo, Óscar López, José Luis Ábalos y Santos Cerdán han sido señalados como piezas centrales en la articulación del poder interno y las negociaciones con fuerzas parlamentarias. En este contexto, estalló el caso Leire Díez en 2025, un episodio especialmente polémico que reavivó el debate sobre los límites de la fontanería política.